# Bystřice (nádraží)
Bystřice (Bystrzyca) je železniční stanice, která se nachází v západní části obce Bystřice v okrese Frýdek-Místek. Stanice leží v km 304,892 dvoukolejné železniční trati Bohumín–Čadca mezi stanicemi Třinec (Trzyniec) a Návsí (Nawsie).

## Historie
Nádraží bylo otevřeno v roce 1875 na trati společností Košicko-bohumínská dráha, která byla v úseku Těšín - Žilina otevřena 8. ledna 1871. Původně se jednalo o zastávku s provizorní dřevěnou budovou, která v roce 1890 vyhořela.
Nádraží neslo původně německé pojmenování Bistritz, které bylo v roce 1895 upraveno na Bystritz. Od roku 1918 se používal český název Bystřice, v roce 1921 upravený na Bystřice ve Slezsku, následně v roce 1925 na Bystřice nad Olzou. Mezi lety 1938 a 1939 měla stanice polské označení Bystrzyca nad Olzą, poté do roku 1945 německý Bystritz. V roce 1961 se vrátilo češké pojmenování Bystřice nad Olzou, které bylo v roce 1961 změněno na Bystřice nad Olší. Od roku 2010 se používá česko–polské označení Bystřice (Bystrzyca).
V roce 2007 byla zahájena modernizace úseku mezi stanicí Bystřice nad Olší (jak se tehdy jmenovala) a státní hranicí se Slovenskem za stanicí Mosty u Jabunkova. Jako první proběhla do konce roku 2008 přestavba stanice Bystřice nad Olší. V rámci této stavby bylo ve stanici vybudováno nové ostrovní nástupiště s přístupem pomocí podchodu, původní staniční zabezpečovací zařízení bylo nahrazeno elektronickým stavědlem typu ESA 11. Od roku 2011 pak byla stanice zapojena do dálkového řízení ze sousední stanice Návsí (Nawsie), v červnu 2020 bylo spuštěno dálkové ovládání z CDP Přerov.
V roce 2021 byl přestavěn přednádražní prostor.

## Popis stanice

### Před rokem 2008
Stanice byla vybavena elektromechanického zabezpečovacího zařízení vzor 5007, které obsluhoval výpravčí z dopravní kanceláře a signalisté na závislých stavědlech St 1 na jablunkovském zhlaví a St 2 na třineckém zhlaví. Stanice byla vybavena světelnými návěstidly, tj. odjezdovými návěstidly u všech dopravních kolejí a vjezdovými návěstidly (L a 1L od Návsí v km 304,260 a S a 1S od Třince v km 305,911). Návěstidla pro jízdu z nesprávného směru (tj. 1L z první traťové koleje č. 1 a 2S z druhé traťové koleje) byla jen dvousvětlová (červené a bílé světlo), takže jízdy vlaků z těchto směrů byly možné jen na přivolávací návěst. Stanice už byla vybavena kolejovými obvody.
Jízdy vlaků v obou přilehlých úsecích byly zabezpečovány pomocí obousměrného trojznakového automatického bloku.
Ve stanici bylo pět dopravních kolejí od budovy číslovaných 4, 2, 1, 3 a 5. Do koleje č. 4 byla oboustranně zapojena manipulační kolej č. 6 (na obou koncích s odvratnými kolejemi), do jablunkovského zhlaví pak byly zapojeny kusé manipulační koleje č. 7 a 9. V té době bylo ve stanici 20 výhybek, přičemž výhybky potřebné pro jízdu vlaků byly přestavovány pomocí drátovodů.
Ve stanici byla úrovňová nástupiště u dopravních kolejí č. 4, 2 a 1. Vnější nástupiště u koleje č. 4 mělo délku 180 m, vnitřní nástupiště u kolejí č. 2 a 1 měla délku 300 metrů.

### Od roku 2008

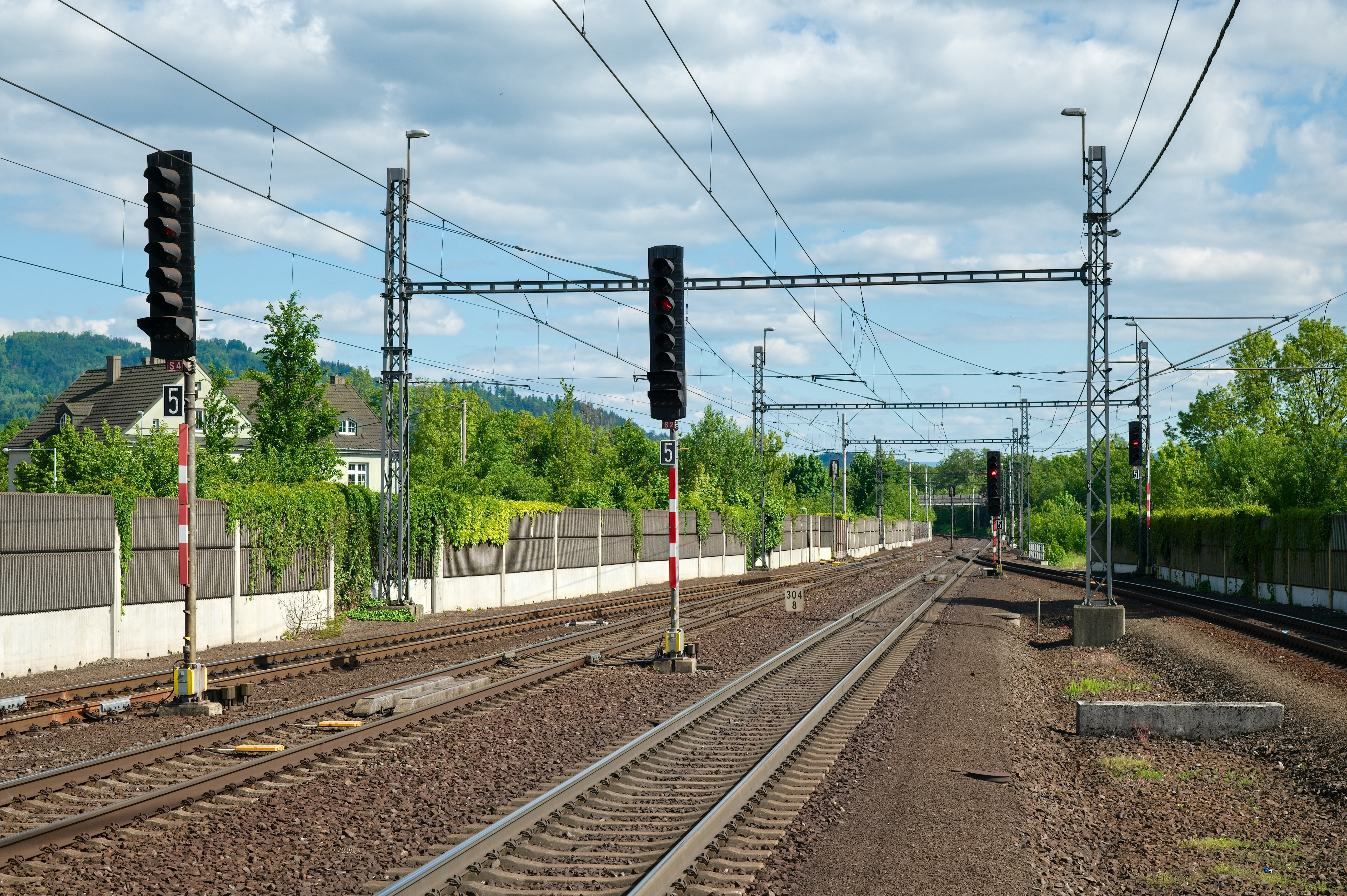
Odjezdová návěstidla a zhlaví směr Návsí

Stanice je vybavena staničním zabezpečovacím zařízením typu ESA 11, které původně obsluhoval místně výpravčí z dopravní kanceláře ve výpravní budově, od roku 2011 z Návsí, a od června 2020 je dálkově ovládáno z CDP Přerov. nebo z pracoviště pohotovostního výpravčího v Návsí, případně je možná i místní obsluha výpravčím přímo v Bystřici.
Ve stanici jsou čtyři dopravní koleje, které jsou od budovy číslovány 4, 2, 1 a 3. Do třineckého zhlaví je zapojena kusá manipulační kolej č. 6. Celkem je ve stanici 13 výhybek, všechny jsou přestavovány pomocí elektromotorických přestavníků, s výjimkou výhybky č. 7 (odbočení na manipulační kolej) mají všechny výhybky elektrický ohřev.
Stanice je plně peronizována. U koleje č. 4 je zřízeno jednostranné vnější nástupiště (u budovy), mezi kolejemi č. 1 a 3 se navchází ostrovní nástupiště s přístupem pomocí podchodu. Obě nástupiště mají délku nástupních hran 190 m, všechny nástupní hrany jsou ve výšce 550 mm nad temenem kolejnice.
Jízdy vlaků v obou přilehlých traťových úsecích jsou zabezpečeny pomocí obousměrného elektronického automatického bloku ABE-1 s kolejovými obvody.